# 청구고등학교
청구고등학교(靑丘高等學校)는 대한민국 대구광역시 동구 신천동에 있는 사립 고등학교이다.

## 학교 연혁
- 1954년 12월 31일 : 재단법인 덕화학원 설립(설립자 황봉갑)
- 1955년 : 덕화중학교 개교
- 1962년 : 덕화학원과 재단법인 청구대학을 재단법인 청구학원으로 합병
- 1962년 12월 15일 : 재단법인 청구학원으로 바꿈
- 1964년 3월 6일 : 청구고등학교 개교
- 1971년 6월 12일: 서경윤 교장 취임
- 1972년 : 축구부 창단
- 1986년 : 무산교육재단과 합병

## 참고 자료
- 청구고등학교 - 한국교육학술정보원 학교알리미